# Курбаков, Юрий Петрович
Юрий Петрович Курбаков (23 февраля 1929, Красногорск, Московская область, РСФСР, СССР — 9 августа 2017, Красногорск, Московская область, Россия) — бригадир сборщиков-механиков Красногорского завода им. С. А. Зверева, Герой Социалистического Труда.

## Биография
Родился в Красногорске. С 1948 года работал на Красногорском механическом заводе (сейчас — ПАО «Красногорский завод им. С. А. Зверева»). С 1950 по декабрь 1953 г. служил в армии (старшина), после увольнения в запас вернулся в родной цех. В нём в общей сложности отработал 65 лет (05.01.1948 — 20.12.2013).
33 года возглавлял бригаду коммунистического труда, в которую входили 16 сборщиков-механиков.
При его участии были освоены в опытном производстве и переданы на серийное изготовление системы управления «Шквал», «Зарево», «Модернизация», «ТОР», «Совершенствование-88».
Герой Социалистического Труда (1976), награждён орденом Трудового Красного Знамени, медалью ГДР «За укрепление мира между народами», шестью медалями СССР, лауреат премии Советских профсоюзов им. Лебедева.
Почётный гражданин Красногорска.